# Geh mach Dein Fensterl auf
Geh mach Dein Fensterl auf ist ein österreichisch-deutsches Filmlustspiel aus dem Jahre 1953 von Anton Kutter.

## Handlung
Irgendwo in der tiefsten österreichischen Provinz. Fernab von allem plagen Löwenwirt Johann in den Alpen einige Sorgen. Er hat in seinem kleinen Heimatort in den Bergen seine einfache Jausenstation in ein schickes Hotel umgebaut, in der Hoffnung, damit mehr Touristen anzulocken und dadurch auch mehr Geld zu verdienen. Dennoch bleiben die Gäste aus. Stattdessen beginnt sich die Steuerbehörde dafür zu interessieren, wie er den aufwendigen Umbau finanziert hat. In seiner Not benachrichtigt er seine Nichte Eva in Salzburg, eine Steuerberaterin, die ihm aus der Patsche helfen soll.
Eva macht sich sogleich auf den Weg zum Onkel nach Tirol und lernt auf der Reise die etwa gleichaltrige US-amerikanische Millionärstochter Betsy kennen, die ihr sehr ähnlich sieht. Die abenteuerlustige Betsy möchte allzu gern Ferien vom Ich machen, und so tauschen die beiden jungen Frau die Rollen, was natürlich zahlreiche Verwirrungen zur Folge hat …und auch zum mehrfach vorgeführten älpischen Brauch des „Fensterlns“ führt. Immerhin gelingt es der patenten und vor Ort anpackenden Amerikanerin, aus dem Traum des Löwenwirten profitable Wirklichkeit werden zu lassen, und nicht nur das Dorf macht sich bald als Kurort einen Namen, sondern auch die Gäste strömen nunmehr in Johanns Etablissement. Zum guten Filmschluss bekommen die beiden Frauen auch noch gleich ihre passenden Ehemänner in spe: Die eine den neuen Kurdirektor und die andere den Leiter der Kurkapelle.

## Produktionsnotizen
Geh mach Dein Fensterl auf entstand an den österreichischen Drehorten rund um den Haldensee (auch Atelieraufnahmen) bei Reutte in Tirol und im Großglockner-Gebiet. Der Film wurde am 22. Oktober 1953 im deutschen Biberach uraufgeführt, die österreichische Premiere war am 27. November 1953 in Linz.
Die Produktionsleiter waren Kurt Hammer, Adam Napoleon Schneider und Heinz Pollak. Die Filmbauten gestalteten Sepp Rothauer und Heinz Ockermüller.
Joachim Fuchsberger gab hier sein Filmdebüt. Eine, wie manchmal zu lesen ist, Mitwirkung von Marianne Koch kann nicht bestätigt werden.

## Kritiken
“Trotz des niedrigen Niveaus wird in diesem Film eine gewisse Ironie sichtbar. Der Ausverkauf an den Fremdenverkehr hatte damals bereits begonnen – der Film gibt die krampfhaften Bemühungen so mancher Dörfer, zu einem vornehmen Urlaubsort zu werden, der Lächerlichkeit preis. Ebenso macht er sich über den Minderwertigkeitskomplex der Österreicher gegenüber den Amerikanern lustig.”
Das Lexikon des Internationalen Films nannte den Film knapp „… ein einfältiges Verwechslungslustspiel …“